# Correguda (futbol americà)

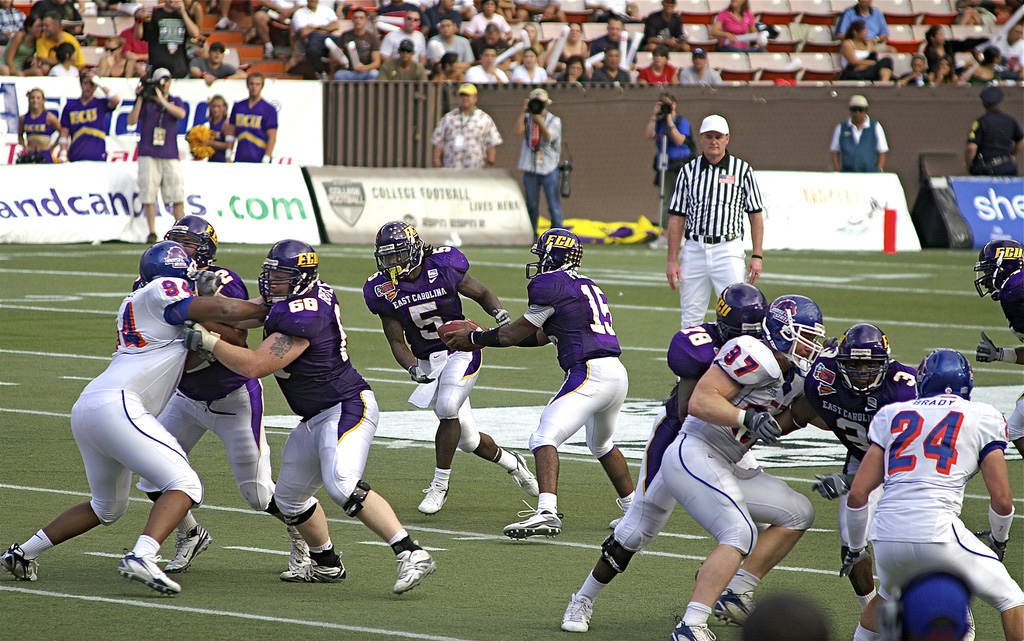
El rerequart (15) fent un mà a mà amb el corredor (5) per iniciar una correguda.

En futbol americà, una correguda, en anglès rush, és una jugada en la que el jugador que rep la pilota (sempre que aquesta no vingui d'una passada cap endavant), avança pel camp de joc en direcció a la zona d'anotació de l'equip contrari esquivant els defensors contraris i, sovint, protegit pels seus companys de l'equip ofensiu. La correguda finalitza si el jugador anota un touchdown o, si es placat, en el moment que toca amb un genoll a terra, o si surt per una de les línies de banda.
Una jugada típica de correguda és quan el rerequart rep l'esnap del central i es gira per fer un mà a mà (entregar-li la pilota directament a la seva mà, en anglès handoff) amb el corredor, que serà qui farà la correguda. Però no es obligatori que sigui així, també pot el rerequart fer una passada lateral cap un receptor i que aquest corri, o el mateix rerequart decidir ser ell el que faci la correguda.
El joc de correguda és molt important per diversos motius:

- si es fa un bon joc de correguda obligues a l'equip defensiu a jugar més a prop de la línia de scrimmage, deixant més espai lliures al darrere aprofitables pel joc de passada;
- per un rerequart que sigui novell o no gaire bo és més fàcil fer un mà a mà o una passada lateral (que normalment serà curta i senzilla), que fer passades llargues havent d'aguantar a més la pressió de la defensa contrària;
- i pots jugar amb el temps. Quan acaba una jugada de correguda el rellotge no es para, per tant passa més temps fent jugades de correguda que de passada. Això pot interesar a un equip que va guanyant, o un equip que és més feble defensivament i no vol que l'equip atacant contrari jugui massa temps.[5]